# Vanderlan
Vanderlan Barbosa da Silva, meglio noto come Vanderlan (Brumado, 7 settembre 2002), è un calciatore brasiliano, difensore del RB Bragantino.

## Carriera
Nato a Brumado, nello Stato di Bahia, nel 2017 entra a far parte del settore giovanile del Palmeiras. Nel gennaio 2021, firma il suo primo contratto da professionista con la squadra, valido fino al 2024.
Esordisce in prima squadra il 26 gennaio 2021, in occasione dell'incontro di Série A pareggiato per 1-1 contro il Vasco da Gama, subentrando nel secondo tempo a Lucas Lima.
Il 13 agosto 2025 si trasferisce a titolo definitivo al RB Bragantino.

## Statistiche

### Presenze e reti nei club
Statistiche aggiornate al 13 agosto 2025.
| Stagione         | Squadra          | Campionato       | Campionato | Campionato | Coppe nazionali | Coppe nazionali | Coppe nazionali | Coppe continentali | Coppe continentali | Coppe continentali | Altre coppe | Altre coppe | Altre coppe | Totale | Totale |
| Stagione         | Squadra          | Comp             | Pres       | Reti       | Comp            | Pres            | Reti            | Comp               | Pres               | Reti               | Comp        | Pres        | Reti        | Pres   | Reti   |
| ---------------- | ---------------- | ---------------- | ---------- | ---------- | --------------- | --------------- | --------------- | ------------------ | ------------------ | ------------------ | ----------- | ----------- | ----------- | ------ | ------ |
| 2020             | Palmeiras        | A1/SP+A          | 0+2        | 0          | CB              | 0               | 0               | CL                 | 0                  | 0                  | Cmc         | 0           | 0           | 2      | 0      |
| 2021             | Palmeiras        | A1/SP+A          | 3+3        | 0          | CB              | 0               | 0               | CL                 | 1                  | 0                  | SB+RS+Cmc   | 0           | 0           | 7      | 0      |
| 2022             | Palmeiras        | A1/SP+A          | 1+13       | 0+1        | CB              | 0               | 0               | CL                 | 2                  | 0                  | RS          | 0           | 0           | 16     | 1      |
| 2023             | Palmeiras        | A1/SP+A          | 6+14       | 0          | CB              | 2               | 0               | CL                 | 4                  | 0                  | SB          | 0           | 0           | 26     | 0      |
| 2024             | Palmeiras        | A1/SP+A          | 5+25       | 0          | CB              | 1               | 0               | CL                 | 4                  | 0                  | SB          | 0           | 0           | 35     | 0      |
| gen.-ago. 2025   | Palmeiras        | A1/SP+A          | 11+3       | 0          | CB              | 2               | 0               | CL                 | 4                  | 0                  | Cmc         | 0           | 0           | 20     | 0      |
| Totale Palmeiras | Totale Palmeiras | Totale Palmeiras | 86         | 1          |                 | 5               | 0               |                    | 15                 | 0                  |             | 0           | 0           | 106    | 1      |
| ago.-dic. 2025   | RB Bragantino    | A1/SP+A          | -          | -          | CB              | -               | -               | -                  | -                  | -                  | -           | -           | -           | -      | -      |
| Totale carriera  | Totale carriera  | Totale carriera  | 86         | 1          |                 | 5               | 0               |                    | 15                 | 0                  |             | 0           | 0           | 106    | 1      |

## Palmarès

### Club

#### Competizioni nazionali
- Campionato brasiliano: 2

Palmeiras: 2022, 2023
- Supercoppa del Brasile: 1

Palmeiras: 2023

#### Competizioni internazionali
- Coppa Libertadores: 2

Palmeiras: 2020, 2021

#### Competizioni statali
- Campionato paulista: 3

Palmeiras: 2022, 2023, 2024